# Trøgstad
Trøgstad é uma comuna da Noruega, com 204 km² de área e 4 953 habitantes (censo de 2004).         